# Сычёвка (Сурский район)
Сычёвка — деревня в Сурском районе Ульяновской области. Входит в Чеботаевское сельское поселение.

## География
Находится в 34 км к востоку от посёлка Сурское, в месте впадения реки Якла в Большую Яклу. У южной окраины села проходит автодорога Астрадамовка — Старое Дрожжаное. Рядом расположены населённые пукты Чеботаевка, Колюпановка, Неплевка. 

## История
В 1780 году, при создании Симбирского наместничества, деревня Сычевка, при речке Красной и Большой Якле, помещиковых крестьян, вошло в состав Тагайского уезда. С 1796 года - в Буинском уезде Симбирской губернии.
В 1859 году сельцо Сычовка, на торговой дороге в с. Астрадамовку, Алатырскаго уезда, входило в 1-й стан Буинского уезда Симбирской губернии.
В Сычёвке своей церкви не было, поэтому прихожане ходили в соседнее село Архангельское (Конкино).

## Население
| 2010 |
| ---- |
| 18   |

В 1859 году в 42 дворах жило: 161 муж. и 161 жен.; 
В 1900 году  в 54 дворах жило: 183 м. и 167 ж.;  